# Lars Boven
Lars Boven (Reutum, 13 de agosto de 2001) es un deportista neerlandés que compite en ciclismo en la modalidad de ruta. Ganó una medalla de bronce en el Campeonato Europeo de Ciclismo en Ruta de 2022, en la prueba de contrarreloj por relevos mixtos sub-23.

## Medallero internacional
| Campeonato Europeo | Campeonato Europeo | Campeonato Europeo | Campeonato Europeo                     |
| Año                | Lugar              | Medalla            | Competición                            |
| ------------------ | ------------------ | ------------------ | -------------------------------------- |
| 2022               | Anadia (Portugal)  | Medalla de bronce  | Contrarreloj por relevos mixtos sub-23 |

## Palmarés
2020
- 1 etapa del Bałtyk-Karkonosze Tour

2021
- 1 etapa del Istrian Spring Trophy

2022
- Flanders Tomorrow Tour, más 1 etapa